# Draba sierrae
Draba sierrae là một loài thực vật có hoa trong họ Cải. Loài này được Sharsm. mô tả khoa học đầu tiên năm 1940.